# Communauté de communes des mille étangs
Cet article concerne la structure intercommunale. Pour la région naturelle, culturelle et son habitat, voir Région des Mille étangs.
La communauté de communes des mille étangs (CCME) est une structure intercommunale française située dans le département de la Haute-Saône, en Franche-Comté, dans la région administrative Bourgogne-Franche-Comté.
Le 1er janvier 2017, elle perd trois communes qui rejoignent la communauté de communes du Pays de Luxeuil. Les treize communes restantes fusionnent avec celles de la communauté de communes de la haute vallée de l'Ognon. La nouvelle intercommunalité ainsi créée conserve le nom des mille étangs.
Le site du Massif vosgien, inscrit au titre de la loi du 2 mai 1930, regroupe 14 schémas de cohérence territoriale (SCOT) qui ont tout ou partie de leur territoire sur le périmètre du massif des Vosges.
La ComCom est intégralement située dans le terroir des Vosges saônoises, partie sud-ouest du Massif des Vosges. 

## Historique
L'intercommunalité a sa source dans la création du Syndicat intercommunal d'études de la charte du Haut-Breuchin le 31 octobre 1991 par les communes de l'ex-canton de Faucogney-et-la-Mer et celle de Breuchotte, destiné à élaborer  un programme de coopération, de développement et de promotion collective de la vallée du Breuchin. Il élabora  un document-cadre intitulé « Charte Intercommunale d'Aménagement et de Développement du Haut-Breuchin » et se transforma, le 17 mars 1993 pour former le Syndicat intercommunal de travaux de la charte du Haut-Breuchin, regroupant les communes du canton, à l'exception d'Amage, qui n'a pas souhaité y adhérer. Les communes de La Bruyère et de La Voivre décident de se retirer du syndicat respectivement en juin 1993 et septembre 1996.
La communauté de communes a été créée par arrêté préfectoral du 19 décembre 2002. Elle s'est substituée au Syndicat intercommunal de travaux de la charte du Haut-Breuchin, dissout le 19 décembre 2002 et au Syndicat intercommunal pour la construction et la gestion du collège, dissout 27 mai 2003.
Dans le cadre des dispositions de la loi portant nouvelle organisation territoriale de la République (Loi NOTRe) du 7 août 2015, qui prévoit que les établissements publics de coopération intercommunale (EPCI) à fiscalité propre doivent avoir un minimum de 15 000 habitants (et 5 000 habitants en zone de montagnes), le préfet de la Haute-Saône a présenté en octobre 2015 un projet de révision du SDCI qui prévoit notamment la scission de la Communauté de communes des mille étangs, comptant légèrement plus de 4 000 habitants, dont certaines communes seraient intégrées à la communauté de communes du Pays de Luxeuil (CCPLx) et les autres communes la communauté de communes de la haute vallée de l'Ognon (CCHVO),,,.
Dans ce cadre, le SDCI définitif, approuvé par le préfet le 30 mars 2016, a prévu l'extension :
- de la CCPLx aux communes de Raddon-et-Chapendu, Saint-Bresson et Sainte-Marie-en-Chanois, regroupant alors 15 944 habitants ;
- de la CCHVO aux communes d'Amage, Amont-et-Effreney, Beulotte-Saint-Laurent, Corravillers, Esmoulières, Faucogney-et-la-Mer, La Bruyère, La Longine, La Montagne, La Proiselière-et-Langle, La Rosière, La Voivre et Les Fessey, soit 8 797 habitants[8].

Cette fusion prend effet le 1er janvier 2017 et la nouvelle intercommunalité ainsi créée conserve le nom des mille étangs, mais change d'identifiant SIREN.
Le 1er janvier 2023, Malbouhans rejoint la communauté de communes.

## Territoire communautaire

### Géographie
L’intercommunalité porte le nom du Plateau des Mille Étangs, une zone naturelle située au cœur des Vosges saônoises et caractérisé par la présence de nombreux plans d'eau naturels et artificiels. Elle est localisée dans le nord-est du département de la Haute-Saône en région Bourgogne-Franche-Comté.
Plusieurs communes de l’intercommunalité font partie du Parc naturel régional des Ballons des Vosges.
Dans les Vosges saônoises et en particulier dans l'ouest de l'intercommunalité, aux faibles altitudes, le climat y est nettement moins pluvieux qu'au cœur du massif des Vosges. 

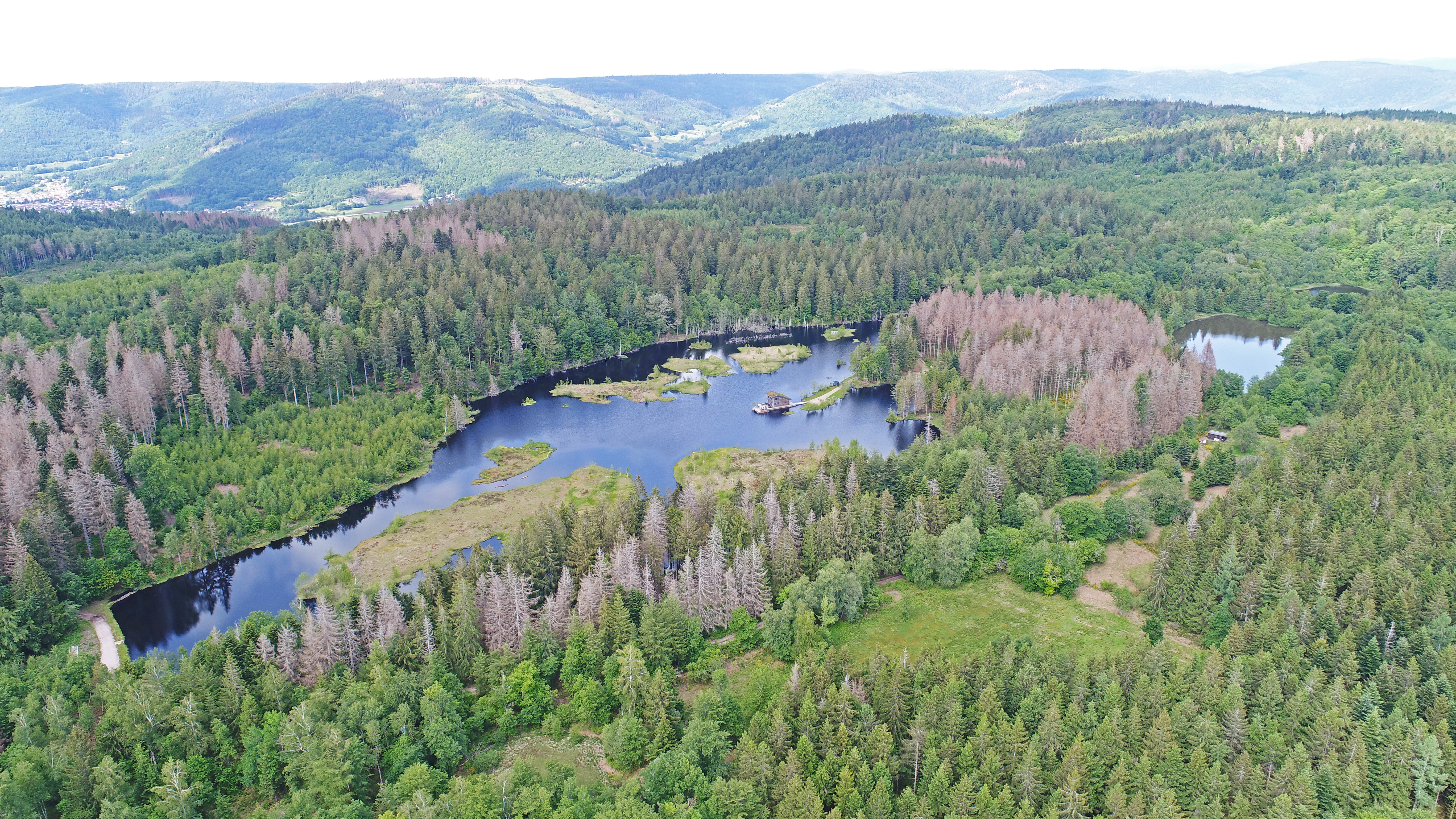
L'étang de l'Oranger à Corravillers.
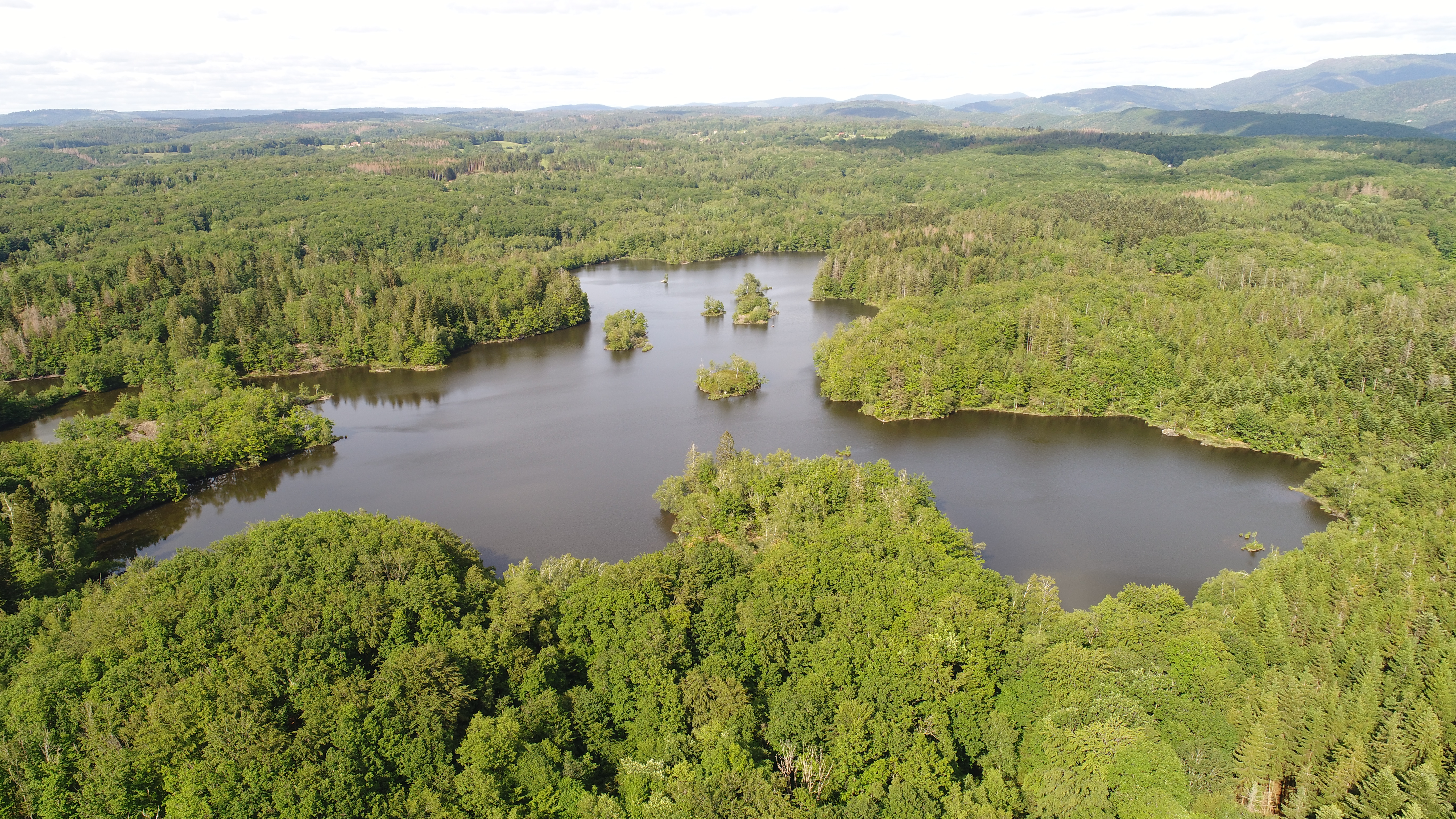
L'étang d'Arfin à Faucogney-et-la-Mer.
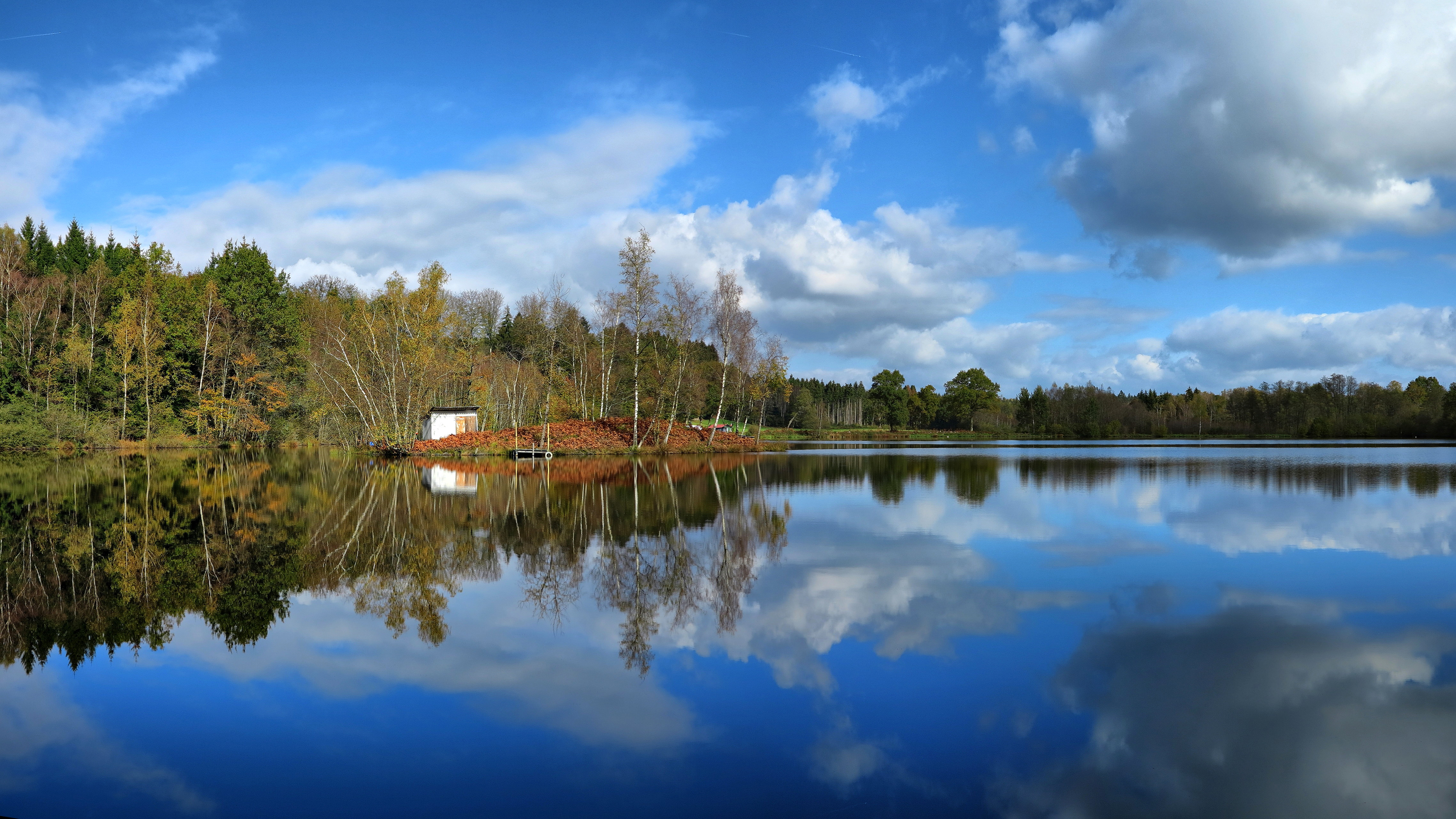
L'île de l'étang du Pré aux Lièvres (Écromagny).
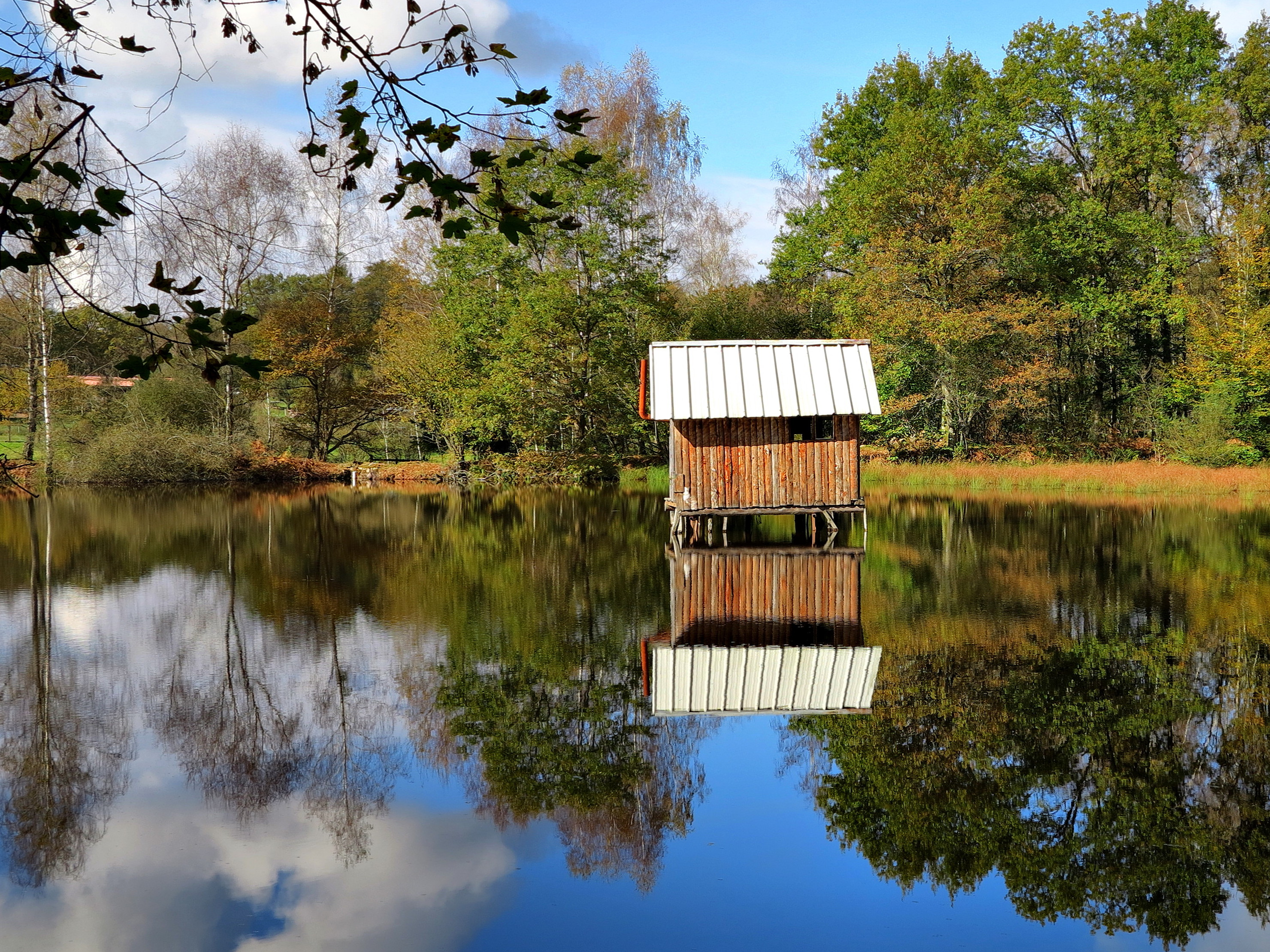
Cabane sur pilotis à Écromagny.
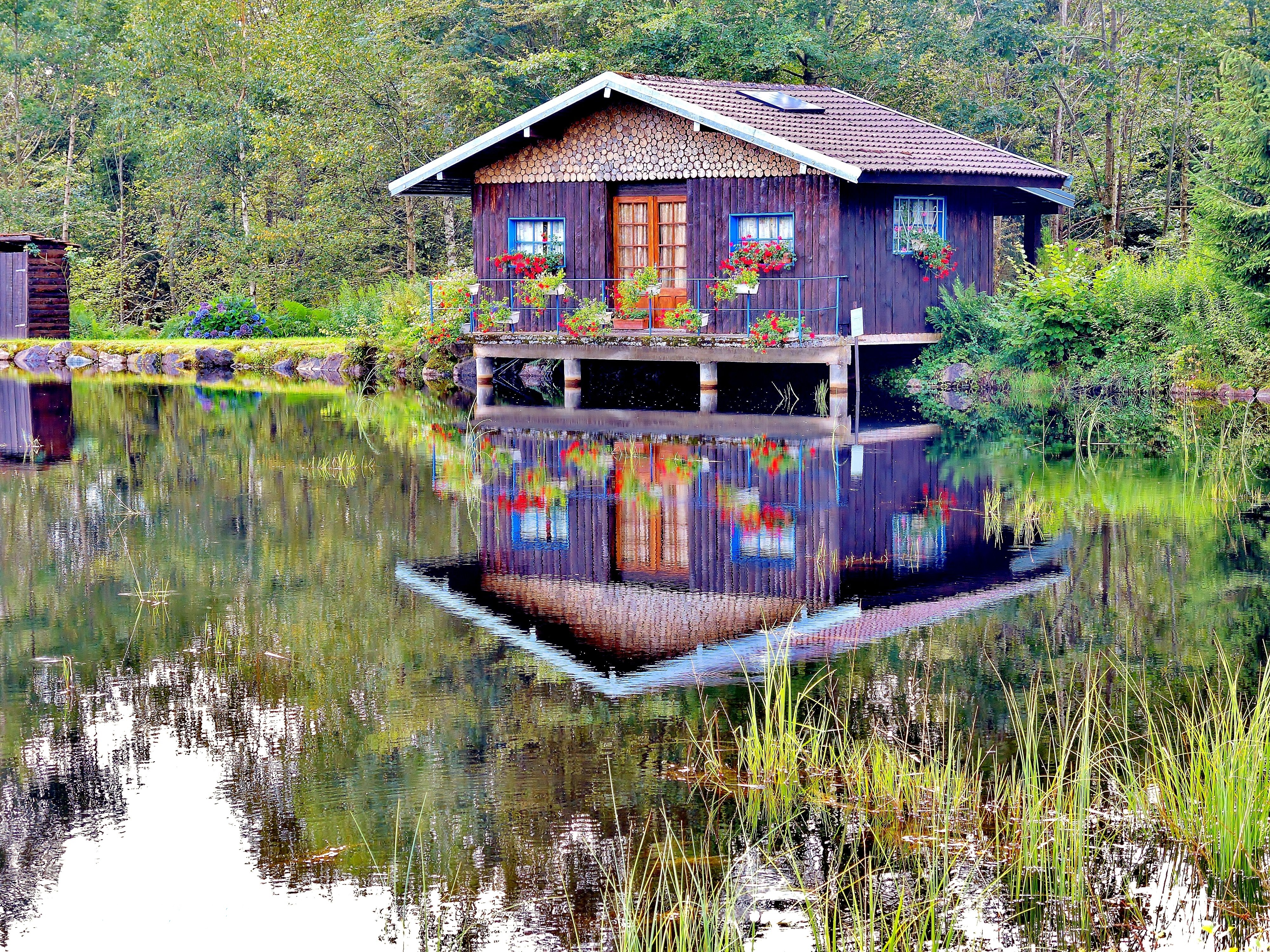
Chalet au bord d'un étang de La Voivre.

### Composition
La communauté de communes est composée des 26 communes suivantes :

| Nom                            | Code Insee | Gentilé                    | Superficie (km2) | Population (dernière pop. légale) | Densité (hab./km2) |
| ------------------------------ | ---------- | -------------------------- | ---------------- | --------------------------------- | ------------------ |
| Mélisey (siège)                | 70339      | Mélizéens                  | 20,67            | 1 643 (2022)                      | 79                 |
| Amage                          | 70011      | Amageois                   | 6,54             | 305 (2022)                        | 47                 |
| Amont-et-Effreney              | 70016      |                            | 16,83            | 166 (2022)                        | 9,9                |
| Belfahy                        | 70061      | Belfahots                  | 3,07             | 84 (2022)                         | 27                 |
| Belmont                        | 70062      |                            | 4,5              | 141 (2022)                        | 31                 |
| Belonchamp                     | 70063      | Blanchenets                | 6,87             | 207 (2022)                        | 30                 |
| Beulotte-Saint-Laurent         | 70071      | Beulottais                 | 14,2             | 61 (2022)                         | 4,3                |
| La Bruyère                     | 70103      | Breuillorés                | 6,32             | 169 (2022)                        | 27                 |
| Corravillers                   | 70176      | Corrévrots                 | 11,2             | 164 (2022)                        | 15                 |
| Écromagny                      | 70210      | Écromagnons                | 6,8              | 150 (2022)                        | 22                 |
| Esmoulières                    | 70217      | Mourérots                  | 20,11            | 97 (2022)                         | 4,8                |
| Faucogney-et-la-Mer            | 70227      | Falconiens                 | 14,14            | 446 (2022)                        | 32                 |
| Les Fessey                     | 70233      |                            | 5,54             | 129 (2022)                        | 23                 |
| Fresse                         | 70256      | Fressais                   | 27,15            | 695 (2022)                        | 26                 |
| Haut-du-Them-Château-Lambert   | 70283      | Haut-du-Themois-Chaitelots | 25,16            | 448 (2022)                        | 18                 |
| La Lanterne-et-les-Armonts     | 70295      | Lanterniers                | 9,89             | 196 (2022)                        | 20                 |
| La Longine                     | 70308      | Longinois                  | 12,4             | 196 (2022)                        | 16                 |
| Malbouhans                     | 70328      | Camboillots                | 7,8              | 333 (2022)                        | 43                 |
| La Montagne                    | 70352      | Montaignions               | 12,61            | 38 (2022)                         | 3                  |
| Montessaux                     | 70361      | Montessorés                | 3,05             | 170 (2022)                        | 56                 |
| La Proiselière-et-Langle       | 70425      |                            | 7,06             | 145 (2022)                        | 21                 |
| La Rosière                     | 70453      | Roserains                  | 9                | 79 (2022)                         | 8,8                |
| Saint-Barthélemy               | 70459      |                            | 13,46            | 1 091 (2022)                      | 81                 |
| Servance-Miellin               | 70489      | Serançois                  | 52,6             | 764 (2022)                        | 15                 |
| Ternuay-Melay-et-Saint-Hilaire | 70498      | Tugnerots                  | 25,74            | 445 (2022)                        | 17                 |
| La Voivre                      | 70573      | Voivrais                   | 11,87            | 109 (2022)                        | 9,2                |

### Démographie
| 1968   | 1975   | 1982   | 1990  | 1999  | 2009  | 2014  | 2020  |
| ------ | ------ | ------ | ----- | ----- | ----- | ----- | ----- |
| 11 744 | 11 023 | 10 442 | 9 502 | 9 022 | 9 332 | 9 132 | 8 664 |

## Administration

### Siège
Le siège de la communauté de communes est situé 14 Place du marché à Mélisey.

### Les élus
Le conseil communautaire de la communauté de communes se compose de 43 conseillers,, élus pour une durée de six ans.
Ils sont répartis comme suit :
| Nombre de conseillers | Communes                                                                          |
| --------------------- | --------------------------------------------------------------------------------- |
| 7                     | Mélisey                                                                           |
| 5                     | Saint-Barthélemy                                                                  |
| 3                     | Fresse, Servance-Miellin                                                          |
| 2                     | Faucogney-et-la-Mer, Haut-du-Them-Château-Lambert, Ternuay-Melay-et-Saint-Hilaire |
| 1 (+1 suppléant)      | les 19 autres communes                                                            |

### Présidence
À la suite des élections municipales de 2020, le conseil communautaire a réélu Régis Pinot comme président de la communauté de communes et désigné le bureau communautaire.
Le bureau communautaire pour la mandature 2020-2026 est constitué du président et de 27 autres conseillers dont 5 vice-présidents et 5 vice-présidents délégués.

#### Liste des présidents
| Période | Période                       | Identité       | Étiquette | Qualité |
| ------- | ----------------------------- | -------------- | --------- | --- |
| 2003    | 2017                          | Laurent Seguin | PS        | Technicien forestier à l'ONF Maire de Faucogney-et-la-Mer (2001 → ) Conseiller général de Faucogney (2004 → 2015) Conseiller départemental de Mélisey (2015 → ) Président du Parc naturel régional des Ballons des Vosges (2014 → ) Vice-président du Pays des Vosges Saônoises[Quand ?] Réélu pour le mandat 2014-2020 |
| 2017    | En cours (au 11 juillet 2020) | Régis Pinot    | PRG       | Responsable funéraire Maire de Mélisey (2008 → ) Réélu pour le mandat 2020-2026 |

### Compétences
L'intercommunalité exerce les compétences qui lui ont été transférées par les communes membres, dans les conditions déterminées par le code général des collectivités territoriales. Il s'agit de :
- Aménagement de l'espace :
  - Réalisation d'études pour définir les activités économiques, environnementales et humaines à entreprendre sur le territoire de la Communauté de Communes des 1000 Étangs ou visant à soutenir les particularités du territoire de la Communauté de Communes des 1000 Étangs en matière d'habitat dispersé ;
  - Aménagement des entrées de village en trouvant une identité au territoire sur la base de critères d'aménagements harmonisés ;
  - Élaboration et mise en œuvre de programmes locaux de développement concernant l'ensemble du territoire communautaire.
- Développement économique, touristique et culturel ;
  - Zones d’activités industrielles, commerciales, artisanales, tertiaires et touristiques créées par la communauté ;
  - Actions collectives de développement économique, artisanal, industriel, agricole et commercial visant l’ensemble du territoire de la Communauté de Communes des 1000 Étangs ;
  - Mise en place d’une signalisation pour toutes les zones d’activités économiques communautaires et les itinéraires touristiques communautaires ;
  - Développement et promotion de l’hébergement touristique ;
  - Animation d’un lieu d’accueil touristique à la Maison de Pays de Faucogney. Acquisition d’un étang en vue de son aménagement en base de loisirs, création d’un camping communautaire, création de bornes de camping-cars, aménagements et entretien des pistes de la « Zone Nordique » sur les communes de La Longine, La Montagne, La Rosière et Saint-Bresson. Création d’équipements touristiques valorisant l’ensemble du territoire communautaire ;
  - Dans le cadre de l’animation, création de points Internet dans les communes et d’un point Internet à la Maison de Pays de Faucogney.
- Protection et mise en valeur de l'environnement :
  - Aménagement, valorisation du milieu naturel et études paysagères préalables ;
  - Représentation dans le cadre de l'étude et la mise en œuvre du Contrat de Rivière Lanterne, du document d'objectifs et du contrat Natura 2000 des 1000 Étangs ;
  - Base nature-loisirs de l'étang intercommunal ;
  - Actions visant à l’amélioration de l’environnement : mise en œuvre des actions préconisées par le Plan Paysage de la Communauté de Communes des 1000 Étangs ;
  - Sensibilisation au tri sélectif, élimination, valorisation, collecte et traitement des déchets des ménages et assimilés ;
- Équipements culturels et sportifs :
  - Gymnase intercommunal situé à proximité du collège de Faucogney-et-la-Mer ;
  - Équipements sportifs socio-culturels et de loisirs créés par la CCME ouverts à tout public ;
  - Service d’accueil extrascolaire (vacances et mercredis) pour "les 2-16 ans, signature de contrats avec la CAF (petite enfance/temps libre) et éventuellement avec un service gestionnaire, « Bébé Bus » pour les 2 mois - 4 ans, camps d’adolescent ;
  - Organisation des activités sportives, socioculturelles et de loisirs décidées par le conseil communautaire.
  - Promotion, communication, animation du territoire en relation avec l’Office de Tourisme des 1000 Étangs, l’Association « Musique et Mémoire » et les autres associations du périmètre communautaire ;
- Voirie d'intérêt communautaire (voies de desserte des Zones d'activités économiques et de la base de loisirs (étang intercommunal) ;
- Politique du logement d'intérêt communautaire (accueil des personnes âgées : réhabilitation en logements de maisons anciennes ou création de logements adaptés ;
- Espace projet : dynamisation d'espaces projets inter-communautaires : mutualisation pour la réalisation d'études et/ou de projets en collaboration avec d'autres communautés de communes s'inscrivant dans une logique de cohérence territoriale et décidés par le conseil communautaire[21],[22].

### Régime fiscal et budget
La Communauté de communes est un établissement public de coopération intercommunale à fiscalité propre.
Afin d'assurer la réalisation de ses compétences, la communauté de communes perçoit une fiscalité additionnelle aux impôts locaux des communes, sans fiscalité professionnelle de zone et sans fiscalité professionnelle sur les éoliennes.
Afin de financer ce service, elle collecte une redevance d'enlèvement des ordures ménagères.

## Identité visuelle

Logotype.
Logo de 2002 à 2017.
Logo depuis 2017.